# Yoshimasu Tōdō
Yoshimasu Tōdō (jap. 吉益 東洞; * 1702 in Yamaguchi, Provinz Aki (heute etwa: Hashimoto-chō, Naka-ku, Hiroshima); † 9. November 1773 in Heian-kyō, Kyōto) war der erstgeborene Sohn des Chirurgen und Geburtshelfers Hatakeyama Shigemune (畠山 重宗). Sein Vorname war Tamenori (為則); genannt wurde er Shūsuke (周助). Später änderte er seinen Familiennamen nach seinem Geburtsort Hiroshima in Yoshimasu und seinen Vornamen nach dem Wohnort seines wichtigsten Förderers und Freundes Yamawaki Tōyō in Tōdō.

## Leben
Bereits als Medizinstudent beschäftigte sich Yoshimasu kritisch mit den etablierten, aus China übernommenen medizintheoretischen Lehren seiner Zeit. Als junger Chirurg und Geburtshelfer publizierte er dann Schriften, in denen er die Lehren der „vier großen Ärzte“ der Jin- und Yuan-Dynastie ebenso verwarf wie die Lehren von Wang Tao (670?–755) und Sun Simiao (581?–682). Insbesondere lehnte die Yin-Yang-Ätiologie der chinesischen Medizin vehement ab. Er akzeptierte lediglich die in den „Wesentlichen Rezepten aus dem Goldenen Kabinett“ (Jingui yaolüe) zur Entfaltung gekommene Natur- und Pflanzenheilkunde von Zhang Zhongjing und entwickelt unter dem Einfluss der Lehren von Nagoya Gen'i und Gotō Konzan (1659–1733) neue Diagnose- und Therapieverfahren. Die ermittelten Krankheitsmuster verknüpfte er direkt mit der jeweils spezifischen Rezeptur.
Persönliche Überprüfung und tatsächliche Erfahrung (shinshi jikken) galten ihm als unabdingbare Voraussetzung der Erkenntnisgewinnung. Bestimmte chinesische Werke wurden als Arbeitsgrundlage akzeptiert, doch hänge man letztlich von dem ab, was man sehe und geprüft habe (Yakuchō; 1785). Ungeachtet der Betonung von Praxis und Erfahrung postulierte er die Lehre von einer einzigen Ursache aller Krankheiten (manbyō ichidoku, „Ein Gift, zehntausend Leiden“). Die Verschiedenheit der Leiden und deren Symptome rührten seiner Auffassung nach daher, dass dieses eine Gift verschiedene Körperteile angreife. Die Frage nach der Entstehung des Giftes hielt er für die Praxis irrelevant.
1739 zog Yoshimasu nach Kyōto, dem Sitz des Tenno, um seine Reformideen der etablierten Ärzteschaft besser nahebringen zu können. Der durch seine Schriften als Querulant diskriminierte junge Arzt wurde jedoch ignoriert, verarmte und musste einige Jahre lang seinen Lebensunterhalt als Holzpuppenschnitzer sichern. Schließlich fand er in dem einflussreichen Arzt Yamawaki Tōyō einen Förderer und Freund, der ihm den Zugang zu den etablierten Medizinern des Landes ermöglichte.
Zusammen mit Yamawaki Tōyō und Matsubara Keisuke, einem Schüler von Goto Konzan, entwickelte Yoshimasu seine Theorien weiter. Zum Teil allein, zum Teil zusammen mit Schülern und anderen Medizinern publizierte er Studien, Behandlungsberichte und Bücher. Besonders wegen seiner Behandlungserfolge avancierte er zu einem der berühmtesten Ärzte des frühmodernen Japans. Das Register seiner Schüler umfasst 546 Namen.
Bekannt wurde auch seine Yoshimasu-Formel zur Gewichtsreduzierung.